# Reticulana costilinea
Reticulana costilinea là một loài bướm đêm trong họ Noctuidae.